# Новые Бременские (игра)
«Новые Бременские» — компьютерная игра в жанре квеста, разработанная студией «Сатурн-плюс» и изданная компанией «Бука» в 2000 году для персональных компьютеров под управлением Windows. Сюжет игры основан на одноименном мультфильме, выпущенном через месяц после релиза игры.

## Игровой процесс
«Новые Бременские» — классический point-and-click-квест. Игрок управляет сыщиком, может перемещаться по локациям, собирать предметы и применять их. Некоторые свои действия сыщик озвучивает, например, может зачитывать текст из архива.
В игре имеется две мини-игры: лабиринт и пазл (где нужно собирать кусочки карты).

## Сюжет
Атаманша захотела выйти замуж за короля и решила нанять для этого дела сыщика.
Сыщик получает факс из банка «БякиБуки», с предложением подзаработать. Чтобы проникнуть в банк, он заказывает пиццу к его зданию и прячется в коробку из-под неё. В кабинете Атаманши он узнаёт суть работы и соглашается на неё.
Крадя гитару у Трубадура, сыщик отдаёт её его сыну, после чего знакомит с королём. После он похищает Трубадура младшего и доставляет его к Атаманше. Потребовав плату за задание, он получает отказ.
После этого сыщик решает перейти на сторону короля. У его команды получается обхитрить Атаманшу и вернуть мальчика, однако она крадёт корону и скрывается в неизвестном направлении.
Чтобы найти Атаманшу сыщик решает отправиться на некий остров Кипри, где находит разбойничью крепость. Сыщик вместе с бременскими музыкантами возвращают корону и отправляются обратно в Бремен. За это король решает отречься от престола и сделать сыщика своим преемником.

## Рецензии и оценки
Игра получила смешанные отзывы критиков.
Павел Шумилов и Михаил Рахаев из журнала «Навигатор Игрового Мира» оценили игру на 6,2 из 10. Рецензенты положительно оценили графику, назвав её «местами великолепной», а также музыку. Однако был негативно оценён сюжет и аспекты игрового процесса.
Александр Птица из издания «Домашний ПК» положительно оценил графику, однако остальное подверглось критике. Журналист заявил, что если бы он не был автором рецензии, то удалил бы игру через 10 минут после прохождения и назвал её «никакой».